# Wiersze o kotach
Wiersze o kotach (Old Possum’s Book of Practical Cats) – opublikowany w 1939 zbiór wierszy T.S. Eliota o kotach, w oparciu o które powstał musical Koty Andrew Lloyda Webbera i jego późniejsze ekranizacje.
Eliot rozpoczął pisanie wierszy o kotach w latach 1934–1935; rozdawał je i czytał (zachowały się nagrania jego recytacji) dzieciom przyjaciół i swoim chrzestnym. W 1936 wydawnictwo Faber and Faber zapowiedziało wydanie zbioru pt. Faber and Faber Mr. Eliot’s Book of Pollicle Dogs and Jellicle Cats as Recited to Him by the Man in White Spats, ale Eliot wstrzymał publikację. Ostatecznie zbiór ukazał się trzy lata później, 5 października 1939 roku pod skróconym tytułem Old Possum’s Book of Practical Cats. Wersja ostateczna różniła się brakiem ludzkiego narratora i zminimalizowaniem roli psów, które pierwotnie miały odgrywać większą rolę. Porzucił też pierwotną ideę końcowej sceny, w której wszyscy (koty, psy, narrator i poeta) mieli unieść się do nieba „ponad Russell Hotel, ku warstwie Heaviside’a...”, być może dlatego, że tego typu „szczęśliwe zakończenie” było nadto typowe dla książek dla dzieci i komedii, a nie pasowało z kolei do sytuacji w jakiej znalazł się świat w 1939 roku. Pierwsze wydanie miało okładkę projektu i z rysunkiem samego autora.
Eliot był miłośnikiem kotów (wśród jego podopiecznych były m.in. Jellylorum, Pettipaws, Wiscus i George Pushdragon).
Tworząc swoje wiersze czerpał z rymowanek dla dzieci (w szczególności użycie silnego rytmu i rymu), poezji nonsensownej (w tradycji Edwarda Leara i Lewisa Carrolla), jak również prywatnych zainteresowań (m.in. do twórczości Arthura Conan Doyle’a, do którego postaci Profesora Moriarty’ego odwołuje się „Napoleon zbrodni, kot Makawity”). Tytułowy „Old Possum” („stary opos”) to odniesienie do samego Eliota, którego „Oposem” przezwał jego przyjaciel Ezra Pound (zagrożony opos, w amerykańskim folklorze, udaje martwego; pełen rezerwy Eliot miał uzewnętrzniać tyle co ów „martwy” opos).
Zbiór otwiera wiersz-wprowadzenie o kocich imionach; potem przedstawiona jest galeria kocich postaci – jak kot teatralny, kot-magik, koci przestępcy – przerwana sceną „bitwy” między dwoma psimi gangami, zakończonej wkroczeniem kota, który uspokaja (a raczej zastrasza) obie strony. Ostatni utwór przypomina czytelnikom ponownie, że „kot to nie pies”. Krytycy przyzwyczajeni do poważniejszego tonu poezji Eliota byli niezbyt przychylni Wierszom... W analizach utworów doszukiwano się gier słów (zwłaszcza w kocich imionach); odniesień do zrytualizowanych tańców lub traktowano je jako poezję, zasadniczo, religijną (poszukiwanie porządku w świecie chaosu i okrucieństwa). Kilku autorów zwracało uwagę na elementy autobiograficzne, traktując kocie postacie jako formy alter ego, są sposobem przekazania sensownej treści autobiograficznej w pozornie nonsensowny sposób. W analizie H. Harta, Eliot wyraża, w cechach swych kocich bohaterów, różne aspekty własnego charakteru (np. tendencje eskapistyczne w postaci znikającego kota-magika), jak również elementy swego życia, a zwłaszcza (burzliwego) małżeństwa (chaos wywołany przez parę złodziejskich kotów może odpowiadać chaosowi jaki pozostawili w domu jego żony starający się odzyskać dokumenty Eliota detektywi).
Wiersze... były najlepiej sprzedającym się zbiorem wierszy Eliota, były też wielokrotnie, w różny sposób, adaptowane. Jako pierwszy wczesną wersję Kotów... czytał w 1937 na antenie radia BBC Geoffrey Tandy (którego córka, Alison, była chrześnicą Eliota i jedną z adresatek pierwotnych listów z wierszami). W 1954 sześć wierszy stało się podstawą kompozycji Alana Rawsthorne’a na narratora i orkiestrę pt. Practical Cats. W 1981 Andrew Lloyd Webber wystawił musical Koty, które odniósł wielki sukces i był grany rekordowo długo na West Endzie i Broadwayu. Libretto musicalu ściśle opiera się na wierszach Eliota, z wykorzystaniem niepublikowanych materiałów udostępnionych przez rodzinę poety, w tym szkiców wiersza Grizabelli, który to Eliot uznał za zbyt smutny dla młodych czytelników.

## Tytuły wierszy
Tytuły oryginalne za wydaniem z 1948 roku, polskie za tłumaczeniem A. Nowickiego.
- The Naming of Cats (Kocie imiona)
- The Old Gumbie Cat (brak polskiego tłumaczenia)
- Growltiger’s Last Stand (brak polskiego tłumaczenia)
- The Rum Tum Tugger (Ramtamtamek)
- The Song of the Jellicle cats (Pieśń Kociłapciów)
- Mungojerrie and Rumpleteazer (brak polskiego tłumaczenia)
- Old Deuteronomy (Stary Matuzalek)
- The Awefull Battle of the Pekes and the Pollicles (brak polskiego tłumaczenia)
- Mr. Mistoffelees (Pan Mistofeles)
- Macavity: The Mystery Cat (Tajemniczy kot Makawity)
- Gus: The Theatre Cat (Kot teatralny)
- Bustopher Jones: The Cat about Town (brak polskiego tłumaczenia)
- Skimbleshanks: The Railway Cat (Kot wagonów sypialnych)
- The Ad-dressing of Cats (Jak się zwracać do kota)

W wydaniu z 1952 roku został jeszcze dodany Cat Morgan Introduces Himself

## Wydania polskie
- Wiersze o kotach (wybór dziewięciu wierszy), tłum. Andrzej Nowicki, Warszawa: Nasza Księgarnia, 1970 (ilustrował Janusz Grabiański)[5];.
- Koty, tłum. Stanisław Barańczak, Kraków, Wydawnictwo Literackie, wyd. II, 2005[6]